# Месје 14
Месје 14 (М14) је збијено звездано јато у сазвежђу Змијоноша које се налази у Месјеовом каталогу објеката дубоког неба.
Деклинација објекта је - 3° 14' 43" а ректасцензија 17h 37m 36,1s. Привидна величина (магнитуда) објекта М14 износи 7,6. М14 је још познат и под ознакама NGC 6402, GCL 72.